# 18396 Nellysachs
18396 Nellysachs (1992 SN2) là một tiểu hành tinh vành đai chính được phát hiện ngày 21 tháng 9 năm 1992 bởi F. Borngen và L. D. Schmadel ở Tautenburg.
Tiểu hành tinh đặt tên theo Nelly Sachs (1891–1970), một nhà thơ trữ tình và nhà soạn kịch.